# 佐竹義宣
佐竹義宣（日语：／ Satake Yoshinobu，1570年8月17日—1633年3月5日）是日本戰國時代至江戶時代初期的武將和大名。佐竹氏第19代當主。出羽國久保田藩初代藩主。父親是佐竹義重。母親是伊達晴宗的女兒，因此與伊達政宗有親戚關係。

## 生平

### 出生
在元龜元年7月16日（1570年8月17日）於太田城出生，家中長男。在出生的同一時期，父親義重正在進攻那須氏。元龜3年（1572年），義重與那須氏達成和睦。因為這次和睦，迎那須氏當主那須資胤的女兒為正室（當時只有3歲）。
天正12年（1584年），義重與後北條氏建立和議，以此抑制南方，但是北面的伊達政宗攻陷蘆名義廣（義重的次男）的黑川城，因此失去南奧州的基本勢力。佐竹氏與伊達氏對立的同時，與豐臣秀吉結交，亦與石田三成和上杉景勝建立親交。

### 繼任家督及小田原征伐
天正14年（1586年）至天正18年（1590年）間，因為義重隱居，於是繼任家督（繼承家督的時間有諸種説法。『佐竹家譜』記載是天正14年（實際日期不明）；『新編常陸國誌』記載是天正16年；在石田三成及增田長盛於天正17年10月2日的書狀中，記述義重隱居的的時間是天正17年正月；『藩翰譜』記載是攻陷水戶城後的天正18年）。
天正17年（1589年）11月28日，收到秀吉發出小田原征伐的出陣命令，不過此時，正在南鄉與伊達政宗對峙，因此不能直接按命令出陣。在知道秀吉自身從京都出發後，與宇都宮國綱商量，在天正18年（1590年）5月，與宇都宮國綱等與力大名率領1萬餘軍勢前往小田原，一面攻陷北條方的城池，一面向小田原進軍。同月27日，在謁見秀吉後，正式臣服於豐臣家。6月，在石田三成的指揮下，進攻忍城，在向忍城發動水攻之際，負責構築堤防（忍城之戰）。

### 豐臣政權時期
在小田原征伐後，與伊達政宗不斷爭奪的南奧羽（滑津、赤館、南鄉）的知行被秀吉承認，奧州仕置後，被賜予本領常陸國（除了結城氏的所領）以及下野國的一部份，被賜予合計21萬貫餘（35萬石餘）知行的朱印狀。
同年8月1日，從秀吉處收到的常陸及下野的一部份領地，合計21萬6千7百5十8貫文（25萬5千8百石），其中，自身領有11萬石，父親義重領有1萬石，一門的佐竹義久領有1萬石，與力、家來領有12萬8千8百石（佐竹氏和與力家來的領地比例約為50.2：49.8，作為領主權力，顯得相當貧弱。在這些領地和家來中，不服從秀吉和不被承認獨立的勢力亦被編入佐竹氏配下，因此並非正式家臣。）。同年12月23日，因為秀吉的上奏而被賜予從四位下，補任侍從、右京大夫。翌年（1591年）1月2日，受秀吉賜予羽柴氏。因此，佐竹氏與德川氏、前田氏、島津氏、毛利氏、上杉氏並稱為「豐臣政權六大將」（『藩翰譜』）（不過從表高而言，佐竹氏及不上領有米澤72萬石（後來為大崎58萬石）的伊達氏和領有備前國、美作國等57萬石的宇喜多氏）。
此後，在秀吉的權威之下，討伐江戶氏、在常陸南部割據的大掾氏配下的國人眾（被稱為「南方三十三館」，包括鹿行兩郡的塚原氏、行方氏、卜部氏、麻生氏及鹿島氏等土豪）等，以強化領主權力。
在收到所領安堵的朱印狀後，馬上謀求支配常陸國全域。把居城從太田城移到水戶城，而當時的水戶城城主是沒有參加小田原征伐的江戶重通。因為自身正在上洛途中，由父親義重攻略水戶城。同年12月20日，義重攻陷水戶城。同月22日，進攻佔據府中（現今石岡市）的大掾清幹，令大掾氏滅亡（清幹在天正18年4月，因為領國有事而未能前往小田原參戰，秀吉得知後，發出允許的書狀，不過被無視）。翌年（1591年）2月9日，返回領國後，謀殺分布在鹿島郡和行方郡的大掾氏配下的國人眾「南方三十三館」，成功確立在常陸國全域的支配權。同年3月21日，移至水戶城，並命令一門佐竹義久擴張整備水戶城。
6月，受豐臣政權命令，率領2萬5千人向奧州出兵，這次是非常沉重的軍役，這次動員一直至到10月為止，持續約4個月。
9月16日，秀吉為了侵攻中國，命令各國大名出兵，此時，被命令率5千人出兵。這次軍役由文祿元年（1592年）1月至翌年（1593年）閏9月為止，持續約21個月。途中，被估計為3千人，在名護屋陣中的報告是「御軍役役弐千八百六十九人」。
文祿元年（1592年）1月10日，從水戶出發。同年4月21日，到達名護屋城。文祿2年（1593年）5月23日，被命令乘船前往朝鮮。6月13日，先陣佐竹義久率領1千4百4十人從名護屋出航。7月7日，收到延遲渡海的連絡，因此自身沒有前往朝鮮。
在第1次進攻朝鮮後，利用已整備的軍役体制，開始進行水戶城的普請。文祿3年（1593年），普請完成。文祿3年（1594年）1月19日，被秀吉命令進行伏見城的普請。在伏見城竣工後，被賜予伏見城下的屋敷。此次伏見城普請運用約3千人役，持續約10個月。
在文祿3年（1594年），太閤檢地開始。翌年（1595年）6月19日，在太閤檢地中，諸大名的石高得到確定後，收到秀吉下賜54萬石安堵的朱印狀，佐竹氏的領國為54萬5千7百6十5石，其中，自身領有25萬石，父親義重領有5萬石，一門佐竹義久領有6萬石，與力、家來領有16萬8千8百石，豐臣藏入為1萬石，代官（佐竹義久）領有1千石，石田三成領有3千石，增田長盛領有3千石。（由此，佐竹氏和與力家來的領地比例約為66：33，領主權力得到大幅度強化。另一方面，一門佐竹義久在豐臣政權中擁有特殊地位，因為設有豐臣藏入地，令豐臣氏直接掌握金山等，亦強化豐臣政權的統制。）同年7月16日後，把家中的知行分配一起轉換，斷絶領主和領民之間的傳統主從關係，以強化佐竹宗家的統率力。

### 三成暗殺事件
慶長2年（1597年）10月，佐竹氏的與力大名宇都宮國綱遭到改易，佐竹氏亦可能會受到處分，不過因為從以前開始就是親交的石田三成，成功避免處分。在10月7日，向父親義重送出的書狀中，提到佐竹氏亦受到改易的命令，不過因為三成的仲介而被赦免，以及接受三成發出「請上洛吧，應盡快討好秀吉，不過因為主導宇都宮氏改易的淺野長政派出的檢使已經前往宇都宮領地調査，令其不察覺的情況下秘密上洛吧」（上洛して一刻も早く秀吉に挨拶すべきだが、宇都宮氏改易を主導した浅野長政の検使が宇都宮領の調査に向かっているので、それに覚られないように密かに上洛するように）的提示（『佐竹文書』）。
慶長3年8月18日（1598年9月18日），秀吉死去。翌年閏3月3日（1599年4月27日），前田利家死去。以此為契機，加藤清正、福島正則、加藤嘉明、淺野幸長、黑田長政、細川忠興和脇坂安治前往石田三成的屋敷襲撃三成。得知此事後，安排轎子讓三成逃難，於是三成從宇喜多秀家的屋敷中成功逃脫。（『佐竹氏物語』）
此後，茶道的師匠古田重然（古田織部）勸告應向德川家康解釋。對此，回答「三成明明沒有違背公命，加藤清正等人卻要殺死三成。因為我曾受三成的恩惠，所以只是在見到三成的危急時捨命相救。如果因為此事而要向家康謝罪的話，就請閣下替我去吧」（三成は公命に背いたこともないのに、加藤清正らは三成を討とうとした。自分はかつて三成に恩を受けたから、三成の危急を見て命にかけて救っただけである。このことを家康に謝罪すべきというなら、御辺よきにはかられよ）。重然被請求後，透過細川忠興來調停。家康經由忠興聽到這段說話後，回答「義宣以命報舊恩，應說是義。沒有異議」（義宣身命にかけて旧恩に報いたのは、義と言うべきである。異存はない）。（不過實際上，並無一手史料記載義宣營救三成。）

### 關原之戰
慶長5年（1600年）5月3日，家康為了發動會津征伐，召集東國的諸大名前往京都。同年5月中旬，到達京都。6月6日，被召集的諸大名被告知進撃路線，此時，被任命在仙道口前進，於是返回水戶。7月19日，與上杉景勝交換密約，答應加入上杉方，並停止向赤館以北進軍。7月24日，家康到達小山，此時，受家康派遣的使者告知，把討伐景勝的命令改為討伐石田三成，並被要求送出人質上洛，不過回答會津征伐是代替豐臣秀賴而實行的命令，因為自己並無背離秀賴的意志，所以沒有需要送出新的人質，因此把這個要求拒絕。另外，家康召喚被佐竹氏軟禁的花房道兼，以確認義宣的動向。8月25日，突然向水戶城撤退。向家康派遣重臣小貫賴久為使者，解釋歸還水戶城的原因。另外，為了支援攻擊上田城真田昌幸的德川秀忠，令一門佐竹義久率領3百騎前往支援。
在這段時期，佐竹氏沒有加入東軍，亦沒有加入西軍。
在東軍於關原之戰中勝利後，向家康和秀忠派遣祝賀戰勝的使者，因此收到秀忠的禮狀，但是不肯定家康有無送出禮狀。在上杉景勝與伊達軍和最上軍對峙時未有出兵，恐怕會連累到佐竹氏，因此為了向家康解釋而前往伏見。途中，在神奈川遇到秀忠並向其解釋，到達伏見後，向家康謝罪及請求存續家名。

### 轉封秋田
慶長7年（1602年）3月，謁見在大阪城的豐臣秀賴和德川家康。5月8日，接收家康發出的轉封命令（轉封情況不明，轉封後的石高亦不明）。在向家臣和田昭為送出的書狀中表示，不能像以前一樣向譜代家臣提供俸祿，以及不能帶走5十石和1百石的給人等事。5月17日，轉封地決定是出羽國秋田郡，於是從54萬石減封至20萬石（不過佐竹氏的正式石高被決定的時期是在佐竹義隆一代）。
下達處罰佐竹氏命令比其他大名延遲許多，理由有諸多説法，一說指是因為最初與上杉氏的密約而被發現；亦有說法指是為了先處分島津氏來抑制島津氏的反亂。而被減封的理由有傳言為，德川欲將兵力絲毫無損的佐竹氏調離江戶。
同年9月17日，進入秋田的土崎湊城。以角館城、横手城、大館城為據點，施行內政，並平定仙北地方的一揆，謀求領內安定。後來，廢棄土崎湊城，並以久保田城為本城。雖然父親義重主張以橫手城為本城，不過最終決定是久保田城。另外，循以家名和舊例，而是以能力為本位，登用澁江政光、梅津憲忠、梅津政景和須田盛秀等舊家臣，以及在關東地方、奧州舊大名的遺臣，積極地發展領地。因此，在江戶時代中期，久保田藩實施石高上升至45萬石。不過因為重用年輕浪人澁江政光，引起譜代老臣反感，在得知家老川井忠遠等人更密謀暗殺自己和政光後，肅清企圖暗殺自己的家臣（川井事件）。
以減封至秋田為契機，減少一門和譜代家臣的知行，以此抹殺這些勢力並強化當主權力，令新政策的實施和登用人材變得更容易。

### 大坂之陣及後
慶長19年（1614年），在大坂之陣中，投向德川方並參戰。同年9月25日，為了參勤而離開久保田城。10月7日，在途中收到向大阪出陣的命令。同月15日後，佐竹軍依次從久保田城出發。24日，親自從江戶出發。11月17日，到達大阪。在玉造口布陣，與上杉景勝一同遇到木村重成和後藤基次率領的軍勢交戰，澁江政光戰死（今福之戰）。因為今福之戰的勝利對戰況有很大影響，幕府對佐竹軍的評價相當高。在大阪之役（冬之陣）中，只有12人從幕府處收到感狀，其中有5人是佐竹家的家臣。
元和7年7月7日（1621年8月24日），迎已成為佐竹北家當主的申若丸（佐竹義直）為宗家嫡子（因此，北家一時間斷絕。後來，以嫁予高倉永慶的妹妹所生次子（佐竹義隣）為繼嗣，於是再興）。寬永3年3月21日（1626年4月17日），把義直廢嫡（一說是因為在江戶城舉行猿樂時，義直睡著，並受伊達政宗勸告，因此非常失禮）。義直出家，並與佐竹家斷絕關係。4月25日，得到大御所德川秀忠許可，以姪兒兼龜田藩藩主岩城吉隆為新繼嗣。雖說是親族，不過因為是以其他藩的藩主為繼嗣，因此都算是大事，不過亦可能是因為受秀忠深厚信賴。
在寬永10年（1633年）1月25日於江戶神田屋敷死去。享年64歲。法名是淨光院殿傑堂天英大居士，墓所在秋田縣秋田市泉三嶽根天德寺。

## 登場作品
小説
- （作者：志木澤郁，學研M文庫，2011年）
- （作者：北原亞以子，文藝春秋，2010年）
- （作者：南原幹雄，角川文庫，2009年）
- （作者：近衛龍春，PHP文庫，2006年）
- 全6卷（作者：土居輝雄，東洋書院，1991年）

漫畫
- （作者：岩明均，講談社，2001年）
- （作者：土居輝雄，畫：倉田芳美）
- （作者：山田芳裕）
- （作者：河村惠利，秋田書店，2011年）

## 人物、逸話
- 在關原之戰後，被德川家康評價「現今世上沒有像佐竹義宣這樣重視律儀的人」（今の世に佐竹義宣ほどの律儀な者はみたことがない）、「不過，過於重視律儀亦很困擾」（しかし、あまり律儀すぎても困る）。（『德川實記』）
- 喜愛能劇與茶道，與古田重然關係良好。
- 在當家時期，佐竹氏與德川氏、前田氏、上杉氏、毛利氏、島津氏並稱為「豐臣政權的六大將」。

## 外部連結
- 武家家伝＿佐竹氏（页面存档备份，存于）
- 秋田市佐竹史科館（页面存档备份，存于）